# 출옥자
《출옥자》(영어: Straight Time)는 미국에서 제작된 울루 그로스바드의 1978년 네오누아르 범죄 드라마 영화이다. 더스틴 호프먼, 테리사 러셀, 게리 뷰시, 해리 딘 스탠턴, M. 에밋 월시, 리타 태거트, 캐시 베이츠 등이 출연하였고, 스탠리 벡 등이 제작에 참여하였다.

## 줄거리
평생 도둑질을 해 온 맥스는 6년 수감 후 출소하자 로스앤젤레스에서 고용 사무소를 통해 캔 공장에 취직하고 고용 사무소의 비서와도 가까워진다. 그러나 불시에 찾아온 가석방 담당관이 맥스의 친구가 헤로인을 제조할 때 쓴 성냥갑을 찾아내면서 맥스는 마약을 상용한 흔적이 전혀 없음에도 구치소로 끌려가고 집과 일자리를 잃는다. 오줌 검사 후 풀려난 맥스는 모든 걸 체념하고 다시 범죄의 길로 들어선다.

## 출연진
- 더스틴 호프먼
- 테리사 러셀
- 게리 뷰시
- 해리 딘 스탠턴
- M. 에밋 월시
- 리타 태거트
- 캐시 베이츠
- 샌디 배런
- 제이크 뷰시
- 프랜 라이언
- 피터 주러식

## 기타 제작진
- 협력 제작: 게일 머트럭스
- 배역: 다이앤 크리턴든
- 미술: 스티븐 B. 그라임스
- 세트: 마빈 마치
- 의상: 버니 폴랙